# Self Control (film)
Self Control è un film del 1938 diretto da Jack King. È un cortometraggio animato della serie Donald Duck, prodotto dalla Walt Disney Productions e uscito negli Stati Uniti l'11 febbraio 1938, distribuito dalla RKO Radio Pictures. Nel gennaio 1986 fu inserito nello special Vita da paperi. In tale occasione Paperino fu doppiato da Franco Latini. 

## Trama
Paperino si sta rilassando sulla sua amaca e sta ascoltando la radio. A un certo punto inizia il programma radiofonico dello zio Smiley sull'autocontrollo. Smiley, tramite una canzoncina, suggerisce di contare fino a dieci prima di perdere la pazienza.
Quando una mosca ronza vicino a Paperino, quest'ultimo sta per perdere la pazienza, ma, sotto suggerimento della radio, si mette a contare e si calma. Paperino si sdraia sull'amaca, ma un bruco si mette a strisciare sotto di lui e una gallina, cercando di mangiarsi il bruco, becca il didietro di Paperino. In seguito la gallina butta giù dall'amaca Paperino, che, mettendosi nuovamente a contare, riesce a non perdere la pazienza. Un picchio arriva sul posto e riempie di mele l'amaca di Paperino, che finisce con rompersi. Questa volta però il papero perde la pazienza e cerca di uccidere il picchio (che nel frattempo gli buca ripetutamente il cappello), ma ogni tentativo si rivela inutile. Dopo che il picchio si è allontanato, Paperino decide di vendicarsi distruggendo la radio.

## Distribuzione

### Edizione italiana
L'unico doppiaggio italiano conosciuto è quello realizzato a marzo 1991 dalla Royfilm per l'inclusione nella VHS Paperino e la sua banda e usato in tutte le successive occasioni.

### Edizioni home video

#### VHS
- Paperino e la sua banda (marzo 1991)[1]
- VideoParade vol. 11 (ottobre 1993)[3]

#### DVD
Il cortometraggio è incluso nel DVD Walt Disney Treasures: Semplicemente Paperino - Vol. 1.